# Evelyne Kraft
Evelyne Kraft, auch Evelyne Krafft, Evelyn Kraft und Evelin Kraft, (* 22. September 1951 in Zürich; † 13. Januar 2009 in Islisberg, Kanton Aargau) war eine Schweizer Schauspielerin.

## Leben und Wirken
Kraft debütierte 1972 als Evelyne Elgar neben Anita Ekberg im Horrorfilm Casa d’appuntamento. Darauf folgten die Rolle der Jacqueline in Rudolf Zehetgrubers Autokomödie Ein Käfer auf Extratour (1973) und weitere Rollen im deutschsprachigen Kino (Die Fabrikanten, Das verrückteste Auto der Welt, Verbrechen nach Schulschluss, Das fünfte Gebot) sowie in der TV-Serie Der Kommissar.
Mitte der 1970er-Jahre spielte sie die Hauptrolle in zwei Hongkong-chinesischen Filmen (Der Koloß von Konga, Die Todesengel des Kung Fu). Bekanntheit erlangte sie für die Darstellung der Titelheldin in Franz Josef Gottliebs Lady Dracula (1975/78). Ihre letzte Rolle spielte Kraft 1980 in der sowjetisch-französischen Co-Produktion Teheran 43 als Jill, eine sich als Sekretärin ausgebende Terroristin.
Anschließend zog sich Kraft komplett aus der Schauspielerei zurück und übernahm die Leitung einer überwiegend in Nigeria tätigen Bauholzfirma ihres Ehemanns. Sie war engagiert im Kampf gegen die Armut. Evelyne Kraft war mit Felix Matthys verheiratet und die beiden haben drei Kinder.
Am 13. Januar 2009 verstarb sie im Kreise ihrer Familie überraschend an Herzversagen.

## Filmografie (Auswahl)
- 1972: Das Auge des Bösen (Casa d’appuntamento)
- 1973: Die Fabrikanten
- 1973: Ein Käfer auf Extratour
- 1973: Ein Fall für Männdli: Die Verrückte
- 1975: Das verrückteste Auto der Welt
- 1975: Verbrechen nach Schulschluß
- 1975: Der Kommissar – Ein Playboy segnet das Zeitliche
- 1975/78: Lady Dracula
- 1977: Der Koloß von Konga (Xingxing wang)
- 1977: Oh lala – Die kleinen Blonden sind da (Arrête ton char… bidasse!)
- 1977: Die Todesengel des Kung Fu (Qiaotan nü jiaowa)
- 1981: Teheran 43 (Тегеран-43)